# Lilla Melodifestivalen 2005
Lilla melodifestivalen 2005 var en musiktävling och ett TV-program som sändes från Studio 1 i Stockholm den 7 oktober 2005. Programledare var Nanne Grönvall och Shan Atci. Vann tävlingen gjorde M+ med låten Gränslös kärlek.

## Bidrag
1. Du får ta mitt hjärta av Lali
2. Dansa är OK av Ana
3. Vill du bli min tjej? av Alex och Wiliam
4. Jag vill inte förklara av Julia
5. Mamma förlåt av My
6. Hela världen snurrar av Lu.Ke Ludwig Keijser
7. Utan dig av Nathalie
8. Coola brudar av Ida & Jessie
9. Håkan Kråkan av Ludde
10. Gränslös kärlek av M+

## Resultat
1. Gränslös kärlek
2. Jag vill inte förklara
3. Dansa är OK
4. Hela världen snurrar
5. Mamma förlåt
6. Du får ta mitt hjärta
7. Utan dig
8. Coola brudar
9. Håkan kråkan
10. Vill du bli min tjej

### Poäng delning
| Artist         | Juryn | Folket | Totalt |
| -------------- | ----- | ------ | ------ |
| M+             | 48    | 50     | 98     |
| Julia          | 46    | 30     | 76     |
| Ana            | 16    | 60     | 76     |
| Lu.Ke          | 24    | 40     | 64     |
| My             | 20    | 20     | 40     |
| LaLi           | 28    | 10     | 38     |
| Nathalie       | 28    | 10     | 38     |
| Ida & Jessie   | 16    | 10     | 26     |
| Ludde          | 12    | 10     | 22     |
| Alex & William | 12    | 10     | 22     |

## Fel i programmet
Det största felet var när programledaren Shan Atci läste upp tittarnas röster fel; på pappret stod det att 60 poäng hade gått till LaLi, med det visade sig vara Ana som fick de 60 poängen.